# Éliminatoires de la Coupe du monde masculine de basket-ball 2014
Navigation
Édition précédente Édition suivante
Les qualifications pour la Coupe du monde FIBA de basketball 2014 mettent aux prises les équipes nationales de basket-ball membres de la FIBA afin de désigner les 24 d'entre elles qui disputeront la phase finale organisée en Espagne.

## Qualifications
Vingt-quatre équipes sont qualifiées pour ce championnat du monde. À la suite du tournoi olympique de 2012 duquel les États-Unis sont sortis vainqueurs, la FIBA Amériques voit son quota diminuer d'une unité passant de cinq à quatre. Quatre wild-cards (invitations de la FIBA) sont distribuées le 1er février 2014, suivant des critères aussi bien sportifs qu'économiques. Les pays obtenant une wild card sont la Grèce, la Turquie, le Brésil et la Finlande,,.

## Participants aux qualifications
- Nation hôte : 1 place
- Tournoi olympique 2012 : 12 participants pour 1 place (qui sera otée de la zone FIBA du qualifié)
- FIBA Asie : 15 participants pour 3 places
- FIBA Océanie : 2 participants pour 2 places
- FIBA Afrique : 16 participants pour 3 places
- FIBA Amériques : 10 participants pour 4 places
- FIBA Europe : 24 participants pour 6 places
- Wild cards : 4 places

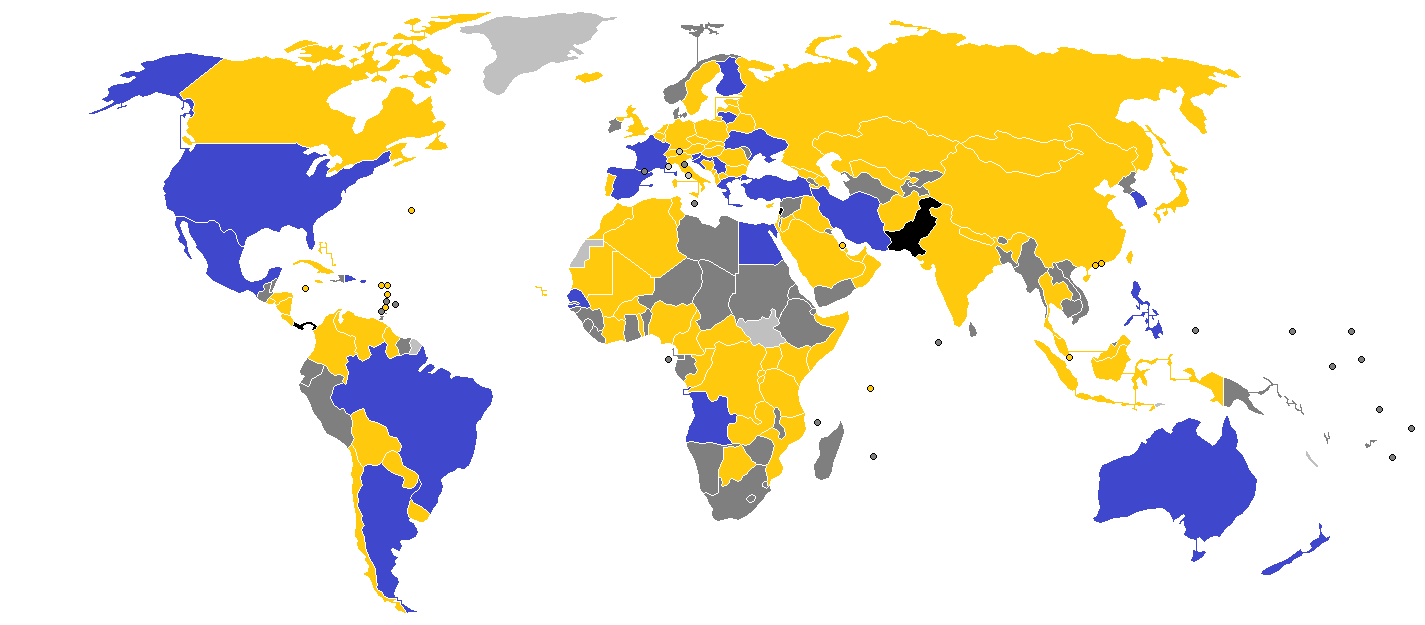
Pays qualifiés pour cette coupe du monde.
Qualifié
Éliminé
non participant
Disqualifié ou suspendu par la FIBA
non-membre de la FIBA

## Les qualifiés
| Compétition                      | Date                        | Lieu                       | Places | Qualifiés                                           |
| -------------------------------- | --------------------------- | -------------------------- | ------ | --------------------------------------------------- |
| Pays hôte                        | 13 mars 2011                | Genève                     | 1      | Espagne                                             |
| Jeux olympiques d'été de 2012    | 29 juillet – 12 août 2012   | Londres                    | 1      | États-Unis                                          |
| Championnat d'Asie 2013          | 1er – 11 août 2013          | Manille                    | 3      | Iran Philippines Corée du Sud                       |
| Championnat d'Océanie 2013       | 14 - 18 août 2013           | Nouvelle-Zélande Australie | 2      | Australie Nouvelle-Zélande                          |
| Championnat d'Afrique 2013       | 20 – 31 août 2013           | Abidjan                    | 3      | Angola Égypte Sénégal                               |
| Championnat des Amériques 2013   | 30 août – 11 septembre 2013 | Caracas                    | 4      | Mexique Porto Rico Argentine République dominicaine |
| Championnat d'Europe 2013        | 4 – 22 septembre 2013       | Ljubljana                  | 6      | France Lituanie Croatie Slovénie Ukraine Serbie     |
| Wild Card attribuées par la FIBA | 2 février 2014              | Barcelone                  | 4      | Brésil Grèce Finlande Turquie                       |
| Total                            |                             |                            | 24     |                                                     |

### Suspension et réintégration du Sénégal
Fin novembre 2013, la FIBA décide de suspendre les fédérations du Maroc, du Guatemala et du Sénégal, en raison du dysfonctionnement de l'organe de gouvernance du basket-ball dans ces pays. À la suite d'une fraude sur l'âge de joueurs de ses sélections des moins de 19 ans aux championnats du monde masculin et féminin en 2013, la fédération sénégalaise est même dissoute. Par conséquent, l'équipe nationale senior ne peut participer à la Coupe du monde. Ayant régulé sa situation quelques mois plus tard, la FIBA lève la sanction à l'encontre du Sénégal et l'autorise à disputer la compétition.